# Alphonse Daniel Nsabi
Alphonse Daniel Nsabi (* 9. April 1920 in Ilobi Nzega; † 16. August 1989) war ein tansanischer Geistlicher und römisch-katholischer Bischof von Kigoma.

## Leben
Alphonse Daniel Nsabi studierte Philosophie und Katholische Theologie am regionalen Priesterseminar St. Paul in Kipalapala. Am 15. August 1950 empfing er das Sakrament der Priesterweihe.
Am 15. Dezember 1969 ernannte ihn Papst Paul VI. zum Bischof von Kigoma. Der Erzbischof von Tabora, Marko Mihayo, spendete ihm am 22. Februar 1970 in Kigoma die Bischofsweihe; Mitkonsekratoren waren der emeritierte Bischof von Kigoma, James Holmes-Siedle MAfr, und der Bischof von Rulenge, Christopher Mwoleka.
Alphonse Daniel Nsabi wurde als erster Angehöriger des Volkes der Ha zum römisch-katholischen Bischof geweiht.